# Pseudione hayi
Pseudione hayi är en kräftdjursart som beskrevs av Hugo Frederik Nierstrasz och Brender a Brandis 1931. Pseudione hayi ingår i släktet Pseudione och familjen Bopyridae.
Artens utbredningsområde är havet kring Nya Zeeland. Inga underarter finns listade i Catalogue of Life.